# غلاديس زندر
غلاديس روزا زندر دي ماير (من مواليد 19 أكتوبر 1939) عارضة أزياء وملكة جمال من بيرو أصبحت أول امرأة من أمريكا اللاتينية تفوز بلقب ملكة جمال الكون. تم تتويجها ملكة جمال بيرو الكون 1957.